# Дідичівська сільська рада
Дідичівська сільська рада — адміністративно-територіальна одиниця та орган місцевого самоврядування у Ківерцівському районі Волинської області з адміністративним центром у с. Дідичі.

## Населені пункти
Сільській раді підпорядковані населені пункти:
- с. Дідичі
- с. Горянівка
- с. Залісоче
- с. Хром'яків

## Населення
Згідно з переписом УРСР 1989 року чисельність наявного населення сільської ради становила 2548 осіб, з яких 1175 чоловіків та 1373 жінки.
За переписом населення України 2001 року в сільській раді мешкало 2378 осіб.

### Мова
Розподіл населення за рідною мовою за даними перепису 2001 року:
| Мова       | Відсоток |
| ---------- | -------- |
| українська | 99,17 %  |
| російська  | 0,67 %   |
| білоруська | 0,08 %   |
| вірменська | 0,04 %   |

## Склад ради
Рада складається з 16 депутатів та голови.

## Керівний склад сільської ради
| ПІБ                      | Основні відомості                                                 | Дата обрання | Дата звільнення |
| ------------------------ | ----------------------------------------------------------------- | ------------ | --------------- |
| Меус Станіслав Іванович  | Сільський голова, 1952 року народження, освіта, безпартійний      | 26.03.2006   | 31.10.2010      |
| Романова Галина Павлівна | Сільський голова, 1956 року народження, освіта вища, позапартійна | 31.10.2010   |                 |

Примітка: таблиця складена за даними джерела